# سبنسر لوكاس
سبنسر لوكاس (بالإنجليزية: Spencer G. Lucas)‏ (و. 1976  م) هو إحاثي، ولاعب شطرنج، من الولايات المتحدة الأمريكية.